# Michaël Verheyden
Michaël Verheyden (geboren 1978) is een Vlaamse ontwerper en industrieel vormgever.

## Biografie
Verheyden kreeg zijn opleiding aan de Media & Design Academie te Genk. In zijn studietijd stond hij aan de wieg van punkrockformatie Promenade Seven. In 2001 studeerde hij af met een kledingconcept ATOMIClothing, twee ensembles die vlug kunnen getransformeerd worden. Hij deed stage bij Fabiaan Van Severen en Pieter Stockmans. Via modeontwerper Raf Simons kwam hij in contact met de Parijse modewereld.
Hij is ondertussen bekend van zijn eigen collectie handtassen en accessoires, die het etiket Understated Chic meekrijgt. Ook stond hij in voor diverse ensceneringen voor tentoonstellingen, installaties en ontwerpen van infobalies, onder andere van het kunstencentrum Z33 en het Modemuseum Hasselt. Voor Interieur Kortrijk ontwierp hij een shoppertas. Voor Pukkelpop bedacht hij een riem waardoor hij opdrachten kreeg van Róisín Murphy en James Murphy.
De ontwerper is ook lesgever aan de Hogeschool Sint-Lukas Brussel te Brussel.

## Onderscheidingen
- 2009 - Henry Van de Velde Award voor jong talent